# Puchar Włoch w rugby union mężczyzn (2009/2010)
Puchar Włoch w rugby union mężczyzn (2009/2010) – dwudziesta druga edycja Pucharu Włoch mężczyzn w rugby union. Zarządzane przez Federazione Italiana Rugby zawody odbywały się w dniach 7 lutego 2010 – 21 marca 2010, czyli w czasie rozgrywania Pucharu Sześciu Narodów 2010.
Bezkonkurencyjna okazała się drużyna Benetton Treviso, która podczas całego turnieju nie przegrała żadnego spotkania, zdobywając tym samym swój czwarty Puchar Włoch.

## System rozgrywek
Do rozgrywek przystąpiło wszystkie dziesięć zespołów najwyższej klasy rozgrywkowej, pozbawionych reprezentantów kraju. Zostały one podzielone na dwie grupy po pięć drużyn. Rozgrywki prowadzone były w pierwszej fazie systemem kołowym według modelu jednorundowego. Druga faza rozgrywek dla najlepszych dwóch drużyn z każdej grupy obejmowała mecze systemem pucharowym o puchar kraju. Półfinały rozgrywane były na boisku drużyny, która po rundzie grupowej była wyżej sklasyfikowana. Finał zaś odbył się na neutralnym stadionie.

## Faza grupowa

### Wyniki
| Kolejka | Data       | Gospodarze       | Wynik   | Goście           | Stadion                            |
| ------- | ---------- | ---------------- | ------- | ---------------- | ---------------------------------- |
| 1.      | 2010-02-07 | Gran Parma       | 10 – 38 | Benetton Treviso | Stadio XXV Aprile, Parma           |
| 1.      | 2010-02-07 | I Cavalieri      | 17 – 8  | Rugby Parma      | Stadio Lungobisenzio, Prato        |
| 2.      | 2010-02-14 | Benetton Treviso | 45 – 9  | I Cavalieri      | Stadio comunale di Monigo, Treviso |
| 2.      | 2010-02-14 | Rugby Parma      | 0 – 42  | FEMI-CZ Rovigo   | Stadio XXV Aprile, Parma           |
| 3.      | 2010-02-21 | FEMI-CZ Rovigo   | 36 – 12 | Gran Parma       | Stadio Mario Battaglini, Rovigo    |
| 3.      | 2010-02-21 | Rugby Parma      | 14 – 27 | Benetton Treviso | Stadio XXV Aprile, Parma           |
| 4.      | 2010-02-28 | FEMI-CZ Rovigo   | 28 – 14 | I Cavalieri      | Stadio Mario Battaglini, Rovigo    |
| 4.      | 2010-02-28 | Gran Parma       | 13 – 16 | Rugby Parma      | Stadio XXV Aprile, Parma           |
| 5.      | 2010-03-07 | I Cavalieri      | 61 – 17 | Gran Parma       | Stadio Lungobisenzio, Prato        |
| 5.      | 2010-03-07 | Benetton Treviso | 38 – 21 | FEMI-CZ Rovigo   | Stadio comunale di Monigo, Treviso |

| Kolejka | Data       | Gospodarze        | Wynik        | Goście            | Stadion                           |
| ------- | ---------- | ----------------- | ------------ | ----------------- | --------------------------------- |
| 1.      | 2010-02-07 | Futura Park Roma  | 16 – 21      | Petrarca          | Stadio Tre Fontane, Rzym          |
| 1.      | 2010-02-07 | MPS Viadana       | 43 – 5       | L’Aquila          | Stadio Luigi Zaffanella, Viadana  |
| 2.      | 2010-02-14 | L’Aquila          | 17 – 16      | Casino di Venezia | Stadio Tommaso Fattori, L’Aquila  |
| 2.      | 2010-02-14 | Petrarca          | 32-29 20 – 0 | MPS Viadana       | Stadio Plebiscito, Padwa          |
| 3.      | 2010-02-21 | MPS Viadana       | 32 – 6       | Futura Park Roma  | Stadio Luigi Zaffanella, Viadana  |
| 3.      | 2010-02-21 | Casino di Venezia | 5 – 27       | Petrarca          | Centro Sportivo Comunale, Wenecja |
| 4.      | 2010-02-28 | Futura Park Roma  | 10 – 14      | Casino di Venezia | Stadio Tre Fontane, Rzym          |
| 4.      | 2010-02-28 | Petrarca          | 27 – 34      | L’Aquila          | Stadio Plebiscito, Padwa          |
| 5.      | 2010-03-07 | Casino di Venezia | 27 – 31      | MPS Viadana       | Centro Sportivo Comunale, Wenecja |
| 5.      | 2010-03-07 | L’Aquila          | 22 – 10      | Futura Park Roma  | Stadio Tommaso Fattori, L’Aquila  |

Federazione Italiana Rugby nałożyła na MPS Viadana karę pieniężną, cztery karne punkty oraz przegraną walkowerem 20-0 za przeprowadzenie ósmej, nieregulaminowej zmiany w meczu drugiej kolejki. Po apelacji klubu anulowano karne punkty, utrzymując jednak karę pieniężną oraz zweryfikowany wynik meczu.

## Półfinały
| 14 marca 2010 | Benetton Treviso | 19:15 | MPS Viadana | Stadio comunale di Monigo, Treviso |
| 14 marca 2010 |                  | 19:15 |             | Stadio comunale di Monigo, Treviso |

| 14 marca 2010 | Petrarca | 28:24 | FEMI-CZ Rovigo | Stadio Plebiscito, Padwa |
| 14 marca 2010 |          | 28:24 |                | Stadio Plebiscito, Padwa |

## Finał
| 21 marca 2010 | Benetton Treviso | 9:8 | Petrarca | Stadio Mario Battaglini, Rovigo |
| 21 marca 2010 |                  | 9:8 |          | Stadio Mario Battaglini, Rovigo |